# Bloodshot (film)
Bloodshot er en amerikansk superheltefilm fra 2020 instrueret af Dave Wilson. Filmen er baseret på Valiant Comics- karakteren med samme navn.

## Medvirkende
- Vin Diesel som Raymond Garrison / Bloodshot
- Eiza González
- Sam Heughan som Jimmy Dalton
- Toby Kebbell som Axe
- Guy Pearce som Emil Harting
- Lamorne Morris som Wilfred Wigans